# Фридрих Рутнер
Фридрих Рутнер (Хеб, 15. мај 1914 — 3. фебруар 1998) био је аустријски члан СА, нациста, СС-лекар, неуролог, стручњак за пчеле и зоолог.

## Биографија
Фридрих Рутнер је рођен у Хебу, (данашња Чешка), био син лимнолога Франца Рутнера (1882—1961). Студирао је медицину на Универзитету у Бечу, где је 1936 због незаконитих активности везаних за националсоцијализам привремено искључен из студија. (Аустрија до 1939. није била анектирана од стране Трећег рајха). Докторирао је 1938. године и постао члан НСДАП (Националсоцијалистичка њемачка радничка партија), (члан број 6360728). Од 1939. био је члан Института за генетска биолошка истраживања (Erbbiologische Forschungsinstitut) радећи са Херманом Боехмом, професором Расне хигијене у Водећој школи Немачког лекарског удружења (Führerschule der Deutschen Ärzteschaft) у Алт Рехсеу, под чијим је менторством био подучаван генетици ”Наследне биологије и расне хигијене” у контексту Нацистичке расне теорије. Чланство у школи било је ограничено на чланове Нацистичке странке који су показали "политичку поузданост” а образовање није било усредсређено на медицинску, него на идеолошку обуку у складу са расном политиком нацистичке Немачке са циљем да се постигне расна чистоћа. Као бивши члан НСДАП-а пре и после Аншлуса, СА (Sturmabteilung) и СС-а (Schutzstaffel), смењен је из универзитетске службе 1945. од стране Савезника услед њихове политике денацификације 
Наредне године, 1946. у месту Lunz am See у Аустрији, заједно са оцем Францом (1882—1961), шефом тамошње Биолошке станице и братом Хансом (1919—1979), (који је дипломирао на Универзитету за природне науке у Бечу) основао је Институт за проучавање пчела, који је убрзо постао део Министарства пољопривреде.
Године 1948. у Линцу формира се радна група "Генетика пчела" Биолошке станице Линц, која је прерасла 1957. године у ”Институт за пчеларство”, који је затим подређен Министарству пољопривреде као Савезни завод за пчеларство. Током 1948. године је демонстрирао први доказ вишеструког парења матице током брачног лета.
У то време студирао је и зоологију на Универзитету у Бечу. Професор зоологије на Катедри за биологију у Бечу постао је 1965. године. Од новембра 1964. па до пензионисања 1981. године, такође је водио Пчеларски институт у Оберурзелу у Њемачкој. Овај институт је открио прве гриње варое у Њемачкој 1976. године.
Рутнер је гајио интензивне истраживачке контакте са научницима и пчеларима из целог света. Заједно са француским колегом Жаном Лувеауксом (фр. Jean Louveaux) је основао специјализовани часопис Апидологие (енг. Apidologie) 1970. године који је и данас један од најважнијих научних часописа о пчелама.
Рутнерови приступи оплемењавања и увођење вештачке оплодње матице имали су трајни утицај на пчеларство у Њемачкој и Аустрији.
Рутнер је написао, поред осталих радова, Природну историју Пчела  Он је даље развио метод морфометрије како би направио разлику између различитих подврста Медоносних пчела. Њихове физичке карактеристике се преклапају до те мере да се могу разликовати само синхроним мерењима и упоређивањем бројних измерених вредности. Конкретно, мерне тачке на крилима и углови између крилних жила померају једни према другима у складу са одређеним законитостима. Међутим, морфометријска диференцијација подврсте је тешка и одређивање многих локалних облика зависи од тачне методе мерења.
Рутнер је умро 1998. године у месту где је и радио и стварао, Lunz am See.